# Gynostegium

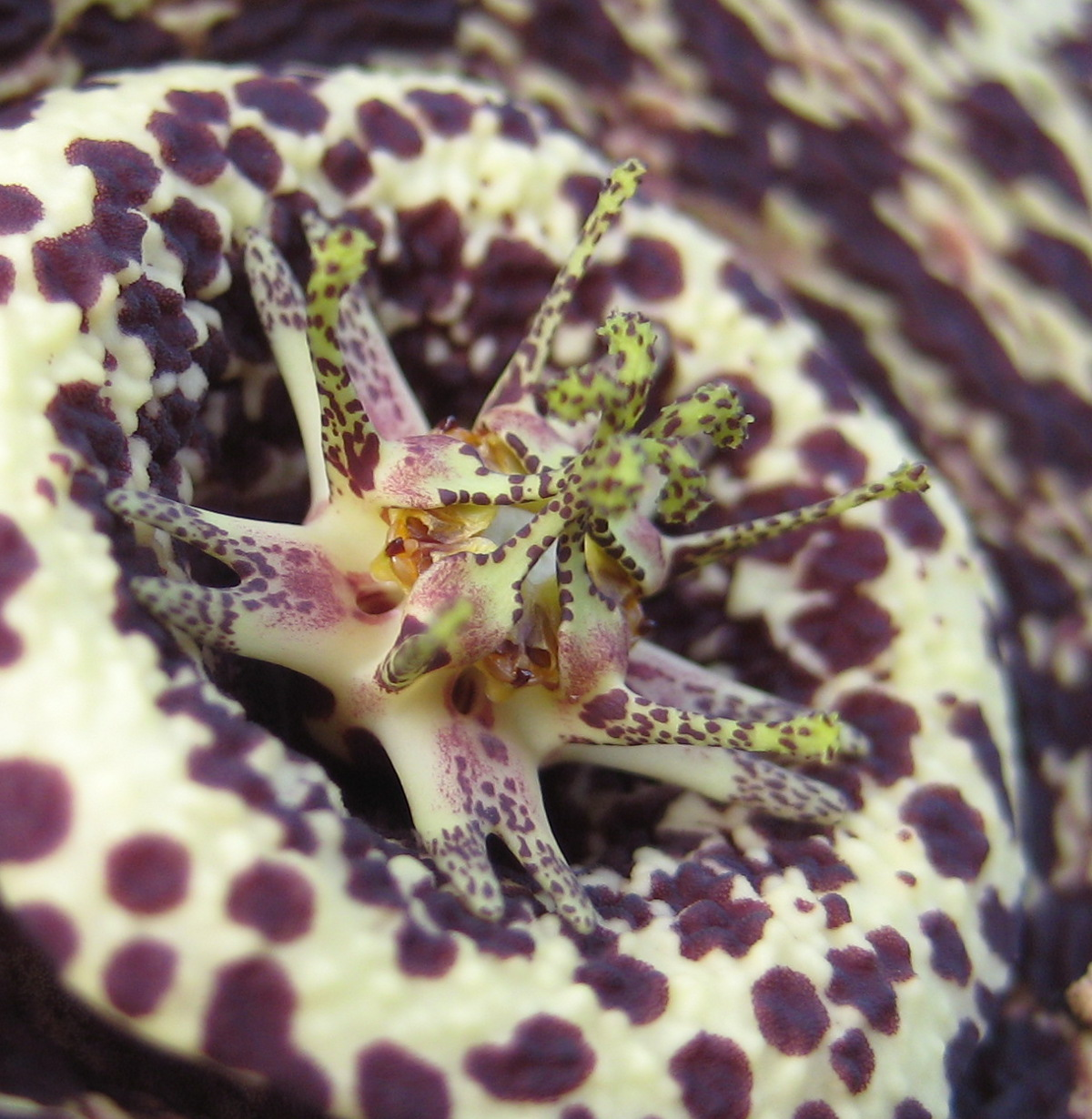
detail gynostegia Orbea variegata

Gynostegium je specializovaný útvar v květech některých zástupců čeledi toješťovité (Apocynaceae), především u bylinných rodů z bývalé čeledi klejichovité (Asclepiadaceae). Gynostegium vzniká srůstem tyčinek a semeníku. Často mívá různě tvarované výrůstky připomínající pakorunku.
Na rozdíl od podobné struktury, zvané gynostemium a přítomné např. v květech orchidejí nebo podražců, zde srůstají tyčinky s celým semeníkem a nikoliv jen s čnělkou a bliznou.